# Povestea Jucăriilor (franciză)
Franciza Povestea Jucăriilor creată de Disney și Pixar este compusă din:

## Filme
- Povestea jucăriilor (1995)
- Povestea jucăriilor 2 (1999)
- Povestea jucăriilor 3 (2010)
- Povestea jucăriilor 4 (2019)
- Lightyear (2022)

## Televiziune
- Toy Story Toons